# 琴恵光充憲
琴恵光 充憲（ことえこう みつのり、1991年〈平成3年〉11月20日 - ）は、宮崎県延岡市出身で佐渡ヶ嶽部屋に所属した元大相撲力士。本名は柏谷 充隆（かしわだに みつたか）。身長176.0cm、体重129.0kg、血液型はO型。得意技は右四つ、寄り、押し。最高位は東前頭4枚目（2021年7月場所）。現在は年寄・尾車。

## 来歴
祖父は元十両の松惠山である。現役時代は立浪部屋に所属し、引退後は宮崎県でちゃんこ料理店を営んでいた。父親は祖父亡き後に店を継いでいる。この家系で、3人きょうだいの末っ子（兄1人、姉1人）として生まれた。幼少期から柔道に親しんでいたが、同時に相撲も習っており、小学生時代は地元の松恵山相撲道場で相撲経験を積み、6年次にはわんぱく相撲全国大会でベスト8の成績を残している。延岡市立岡富中学校時代は柔道部に所属し、団体戦メンバーとして宮崎県中学校柔道大会での団体優勝に貢献した。当初は延岡学園高校へ柔道の特待生として進学し、卒業後は料理人となることを志していたが、中学3年次に佐渡ヶ嶽部屋の九州場所宿舎で稽古を見学したことをきっかけに大相撲界への興味が湧き、入門を決意した。
2007年3月場所で佐渡ヶ嶽部屋から初土俵。当時の四股名は琴柏谷で、同期生には土佐豊、德真鵬、丹蔵、大翔湖、千代嵐らがいる。この場所は2連勝で一番出世した。2008年7月場所で三段目に昇進して、その場所は負け越して序二段に陥落したが、1場所で三段目に復帰すると今度は定着。2011年5月技量審査場所で、祖父の四股名の「恵」と、より光らせるようにの「光」を入れた琴恵光に改名すると、2場所連続勝ち越しで幕下に昇進した。2013年以降は幕下でも安定した成績を残せるようになり、同年中は幕下中位へ昇進。しかし地元九州で行われた同年11月場所で負け越してしまい、これを屈辱的に感じたため次に九州へ帰るまでには十両に昇進することを決意。これがきっかけとなり2014年に入ってからは勝ち越しを続けて幕下上位へ進出。東幕下3枚目だった9月場所で5勝2敗の成績を挙げると、場所後の番付編成会議で11月場所での新十両昇進が決定した。宮崎県出身の関取誕生は草竹以来32年ぶりとなった。
十両には通算2場所在位したが、2場所とも大敗で幕下落ちとなる。2度目の陥落から5場所目の2016年1月場所からは、幕下力士として部屋の大関である琴奨菊の付け人に復帰した。ちなみに琴奨菊はこの場所で初優勝をしている。同年7月場所で帰り十両となり、この場所は十両で初めて勝ち越した。続く9月場所では千秋楽まで十両の優勝争いにからみ、11勝4敗の大勝ちで終えた。11月場所は勝ち越せば新入幕のチャンスである東十両2枚目の地位で土俵に上がり、10日目には5勝5敗であったが11日目から4連敗し、千秋楽は勝って6勝9敗としたが幕内昇進を逃した。2017年1月場所は初日から3連勝したものの4日目から6連敗、負け越しが濃厚となっていたが14日目まで勝ちっぱなしで勝ち越しを決める。千秋楽は負けて8勝7敗で場所を終えた。同年10月5日に行われた秋巡業八千代場所では申し合いを8番行った。2017年は勝ち越しと負け越しを交互に繰り返し、年間を通して十両の座を守った。2018年1月場所は好調で、4日目からの7連勝もあって12日目を終えた時点で9勝3敗と優勝争いの単独トップに立ったが、残りを3連敗として優勝決定戦に進出することはできなかった。翌3月場所も好調で、14日目を終えた時点で10勝4敗として明瀬山、佐田の海と並んで優勝争いのトップに立ったが、またも千秋楽に敗れたことで優勝決定戦には進出できなかった。続く5月場所でも勢いが止まることは無く、14日目を終えた時点で11勝3敗として阿武咲、剣翔と並んで優勝争いのトップに立ったが、みたび千秋楽に敗れたことで、3場所続けて千秋楽の黒星により優勝決定戦への進出を逃す結果となった。
場所後の6月25日の番付発表において、7月場所での新入幕が決定した。迎えた7月場所は3勝7敗と後がない状況の11日目から5連敗を喫して3勝12敗の大敗に終わり、幕内の壁に跳ね返された。
2019年1月場所で再入幕となるも、7勝8敗で負け越し。翌3月場所は番付運よく西前頭15枚目に据え置かれたが、中日まで6勝2敗と好調であったが9日目から6連敗して14日目の照強戦で負け越しを確定させた。千秋楽は7勝7敗と勝ち越しを懸ける朝乃山に右からのすくい投げで勝って7勝8敗と幕内残留に望みを繋げ、結果的に翌5月場所は再び番付据え置きとなる強運を見せた。その5月場所は10日目に幕内で初めての勝ち越しを確定させるなど好調であったが、勝ち越しが決まった後は失速して、11日目から5連敗で場所を終えた。東前頭10枚目と自己最高位を更新した名古屋場所は、初日から2連勝としたが、3日目から4連敗。しかし、7日目の魁聖戦で相手に十分の右四つ、左上手を許して寄り詰められながらも土俵際でよくこらえ、右から掬って鮮やかな逆転勝利を収めてからは息を吹き返し、この日から6連勝で一気に勝ち越しを決めた。この場所は9勝6敗で締め括った。西前頭7枚目と自己最高位をまたも更新した秋場所は、4勝7敗から3連勝とし、千秋楽に勝ち越しを懸けたが、同じく7勝7敗の大栄翔に敗れて負け越しが決定した。西前頭7枚目と番付を据え置かれたご当所・九州場所は初日から4連敗。5日目、剣翔が出てくるところを叩き込んでようやく初白星を挙げるも、10日目から5連敗を喫するなど大きく負けが込み、5勝10敗と大敗を喫した。2020年1月場所は西前頭13枚目で2勝1敗で迎えた4日目からいいところなく12連敗。2勝13敗と大敗を喫し、翌場所は十両へUターンすることになった。東十両5枚目で迎えた3月場所では千秋楽を10勝4敗で迎え、結果によれば琴勝峰との優勝決定戦の可能性もあったが本割で琴勝峰の優勝が決定し、再三の十両優勝のチャンスを逃した。再入幕の7月場所では10勝5敗で勝ち越した。
9月場所は入門以来初となる部屋頭の地位に就き「（15歳で入門した時、そうなるとは）思ってはいなかったけど、何事も積み重ねなのかなと（思う）」と感想を述べた。
2023年11月場所は10日目に日本相撲協会に「左膝関節内側側副靱帯損傷で約2週間の治療を要する見込み」との診断書を提出して休場した。休場は新型コロナウイルス関連（2022年7月場所）の不可抗力のものを除けば初で、初土俵から続けていた連続出場が1043回で止まった。同時に21場所守った幕内から陥落となった。2024年1月場所は西十両4枚目で迎えたが、左膝の怪我の影響で本格的な実戦稽古がほとんど積めず、中日を終えて1勝7敗と苦しい土俵となり、更に「インフルエンザB型」との診断書を提出して9日目から途中休場、12日目から再出場し、2勝を挙げるも通算3勝10敗2休。東十両12枚目に番付を落とした同年3月場所は、3日目に初勝利の後12連敗し1勝14敗で終え、9年ぶりに幕下へ陥落した。西幕下11枚目に番付を落とした5月場所は初日から休場していたが、5月17日、現役引退、および年寄尾車襲名が発表された。引退会見では、思い出の取組として2021年7月場所の黒星に終わった白鵬戦を挙げている。
引退相撲は2025年5月31日に両国国技館で開催された。最後の相手には弟弟子の琴櫻を指名し、掬い投げで勝利した。断髪式には約280人が出席し、最後は師匠の13代佐渡ヶ嶽が止め鋏を入れた。

## 取り口
得意技は押し、左四つ、寄り。軽量から2016年頃までは攻め切れない場面が目立ち、土俵際の網打ちでの逆転を図ることも比較的多かったが、2017年頃から速攻相撲が徐々にみられるようになった。

## 人物
- Instagram上では人気の人物[17]。
- 2016年11月場所前には後援会の平田東九州病院から延岡市の川を遡上するアユが描かれた化粧廻しを贈呈された[18]。
- 2019年5月場所9日目のNHK大相撲中継で部屋付きの13代粂川が語ったところによると「優しいので若い衆に対する叱り役ではない」とのこと。
- 新型コロナウイルスによって実家への帰省が自粛される中、両親からは食料を差し入れしてもらっている[19]。
- 協会公式プロフィールによると好きなアーティストはスキマスイッチ。好物はチキン南蛮。趣味は寝ること[20]。
- 11月場所の成績が芳しくなく、入門当初から最初の3年間はいずれも4勝3敗と勝ち越したものの、三段目時代の2010年から2017年まで8年連続で負け越し、平成最後、西十両筆頭で迎えた2018年11月場所では関取となって初めて8勝7敗と勝ち越し翌場所2度目の幕内昇進をたものの、それが関取として11月場所唯一の勝ち越しで、元号が令和となった2019年からは再び4年連続で負け越している。特に2020年は6勝4敗から終盤5連敗、2022年には7勝5敗からの最終盤3連敗など、勝ち星先行からの連敗で負け越した。

## 主な成績

### 通算成績
- 通算成績：531勝542敗14休（102場所）
- 幕内成績：188勝238敗9休（29場所）

### 場所別成績
| | 一月場所 初場所（東京） | 三月場所 春場所（大阪） | 五月場所 夏場所（東京） | 七月場所 名古屋場所（愛知） | 九月場所 秋場所（東京） | 十一月場所 九州場所（福岡） |
| --- | ----------------------- | ----------------------- | ----------------------- | --------------------------- | ----------------------- | --------------------------- |
| 2007年 （平成19年） | x                       | （前相撲）              | 東序ノ口14枚目 3–4      | 東序ノ口14枚目 5–2          | 西序二段96枚目 5–2      | 東序二段53枚目 4–3          |
| 2008年 （平成20年） | 西序二段28枚目 4–3      | 西序二段5枚目 3–4       | 東序二段23枚目 5–2      | 西三段目89枚目 3–4          | 西序二段5枚目 5–2       | 西三段目68枚目 4–3          |
| 2009年 （平成21年） | 西三段目51枚目 3–4      | 東三段目67枚目 3–4      | 東三段目84枚目 5–2      | 東三段目54枚目 5–2          | 東三段目28枚目 2–5      | 東三段目50枚目 4–3          |
| 2010年 （平成22年） | 東三段目36枚目 4–3      | 東三段目22枚目 3–4      | 西三段目37枚目 3–4      | 東三段目57枚目 5–2          | 東三段目27枚目 3–4      | 西三段目40枚目 3–4          |
| 2011年 （平成23年） | 東三段目61枚目 4–3      | 八百長問題 により中止   | 西三段目45枚目 5–2      | 西三段目5枚目 4–3           | 西幕下54枚目 2–5        | 西三段目19枚目 3–4          |
| 2012年 （平成24年） | 東三段目35枚目 2–5      | 東三段目64枚目 6–1      | 西三段目9枚目 3–4       | 西三段目25枚目 5–2          | 西幕下60枚目 4–3        | 西幕下52枚目 3–4            |
| 2013年 （平成25年） | 西三段目2枚目 5–2       | 西幕下40枚目 4–3        | 西幕下31枚目 3–4        | 西幕下42枚目 5–2            | 西幕下26枚目 3–4        | 東幕下33枚目 2–5            |
| 2014年 （平成26年） | 西幕下46枚目 6–1        | 西幕下19枚目 6–1        | 東幕下8枚目 4–3         | 東幕下5枚目 4–3             | 東幕下3枚目 5–2         | 東十両12枚目 5–10           |
| 2015年 （平成27年） | 西幕下筆頭 4–3          | 東十両13枚目 4–11       | 西幕下6枚目 3–4         | 東幕下14枚目 6–1            | 東幕下5枚目 4–3         | 東幕下3枚目 2–5             |
| 2016年 （平成28年） | 西幕下12枚目 5–2        | 東幕下7枚目 4–3         | 西幕下4枚目 5–2         | 東十両14枚目 9–6            | 東十両10枚目 11–4       | 東十両2枚目 6–9             |
| 2017年 （平成29年） | 西十両6枚目 8–7         | 東十両5枚目 5–10        | 西十両9枚目 8–7         | 西十両7枚目 7–8             | 西十両9枚目 8–7         | 東十両7枚目 5–10            |
| 2018年 （平成30年） | 西十両10枚目 9–6        | 東十両8枚目 10–5        | 東十両2枚目 11–4        | 東前頭14枚目 3–12           | 東十両5枚目 9–6         | 西十両筆頭 8–7              |
| 2019年 （平成31年 /令和元年） | 西前頭15枚目 7–8        | 西前頭15枚目 7–8        | 西前頭15枚目 8–7        | 東前頭10枚目 9–6            | 西前頭7枚目 7–8         | 西前頭7枚目 5–10            |
| 2020年 （令和2年） | 西前頭13枚目 2–13       | 東十両5枚目 11–4        | 感染症拡大 により中止   | 西前頭16枚目 10–5           | 西前頭10枚目 8–7        | 西前頭9枚目 6–9             |
| 2021年 （令和3年） | 西前頭11枚目 6–9        | 東前頭14枚目 8–7        | 東前頭12枚目 9–6        | 東前頭4枚目 2–13            | 西前頭11枚目 8–7        | 東前頭8枚目 3–12            |
| 2022年 （令和4年） | 東前頭17枚目 8–7        | 東前頭12枚目 9–6        | 西前頭7枚目 6–9         | 西前頭9枚目 5–6–4           | 西前頭9枚目 6–9         | 東前頭12枚目 7–8            |
| 2023年 （令和5年） | 西前頭13枚目 7–8        | 西前頭13枚目 8–7        | 西前頭12枚目 8–7        | 東前頭11枚目 8–7            | 東前頭8枚目 6–9         | 西前頭10枚目 2–8–5          |
| 2024年 （令和6年） | 西十両4枚目 3–10–2      | 東十両12枚目 1–14       | 西幕下11枚目 引退 0–0–3 | x                           | x                       | x                           |
| 各欄の数字は、「勝ち-負け-休場」を示す。 優勝 引退 休場 十両 幕下 三賞：敢=敢闘賞、殊=殊勲賞、技=技能賞 その他：★=金星 番付階級：幕内 - 十両 - 幕下 - 三段目 - 序二段 - 序ノ口 幕内序列：横綱 - 大関 - 関脇 - 小結 - 前頭（「#数字」は各位内の序列） |                         |                         |                         |                             |                         |                             |

## 合い口
- 横綱・豊昇龍には3敗。いずれも豊昇龍の大関昇進前の対戦である。
- 元大関・髙安には1勝2敗。いずれも髙安の大関陥落後の対戦である。
- 元大関・朝乃山には1勝2敗。朝乃山の大関在位中は対戦なし。
- 元大関・正代には3敗。正代の大関在位中は1敗。
- 元大関・御嶽海には3敗。御嶽海の大関昇進前、陥落後の対戦である。
- 元大関・霧島には5敗。いずれも霧島の大関昇進前の対戦である。

引退力士(横綱・大関)
- 元横綱・白鵬には1敗。
- 元横綱・照ノ富士には2敗。照ノ富士の大関第1期は対戦なし。照ノ富士の幕内復帰後と大関復帰後に対戦した成績である。
- 元大関・栃ノ心には2勝7敗。いずれも栃ノ心の大関陥落後の対戦である。

### 幕内対戦成績
| 力士名   | 勝数 | 負数 | 力士名   | 勝数 | 負数 | 力士名   | 勝数 | 負数 | 力士名   | 勝数 | 負数 |
| -------- | ---- | ---- | -------- | ---- | ---- | -------- | ---- | ---- | -------- | ---- | ---- |
| 碧山     | 7    | 7    | 明瀬山   | 2    | 1    | 天空海   | 2    | 2    | 朝乃山   | 1    | 2    |
| 東龍     | 1    | 3    | 熱海富士 | 1    | 1    | 阿炎     | 0    | 1    | 荒鷲     | 0    | 1    |
| 勢       | 2    | 1    | 石浦     | 2    | 5    | 逸ノ城   | 0    | 5    | 一山本   | 6    | 1    |
| 宇良     | 1    | 2    | 遠藤     | 2    | 4    | 炎鵬     | 3    | 2    | 阿武咲   | 5    | 3    |
| 王鵬     | 4    | 4(1) | 隠岐の海 | 5    | 5    | 魁聖     | 3    | 3    | 輝       | 9    | 7    |
| 旭大星   | 0    | 1    | 霧馬山   | 0    | 5    | 金峰山   | 2    | 2    | 荒篤山   | 0    | 1    |
| 豪ノ山   | 0    | 2    | 佐田の海 | 10   | 6    | 志摩ノ海 | 9    | 3    | 正代     | 0    | 3    |
| 湘南乃海 | 0    | 2    | 松鳳山   | 0    | 5    | 大奄美   | 2    | 1    | 大栄翔   | 0    | 3    |
| 大翔鵬   | 6    | 2    | 大翔丸   | 2    | 1    | 貴源治   | 0    | 1    | 隆の勝   | 1    | 2    |
| 髙安     | 1    | 2    | 宝富士   | 3    | 7    | 玉鷲     | 2    | 6    | 千代翔馬 | 11   | 3    |
| 千代大龍 | 6    | 8    | 千代ノ皇 | 0    | 1    | 千代の国 | 1    | 5    | 千代丸   | 4    | 5    |
| 剣翔     | 6    | 3    | 照強     | 9    | 7    | 照ノ富士 | 0    | 2    | 德勝龍   | 4    | 2    |
| 栃煌山   | 3    | 1    | 栃ノ心   | 2    | 7    | 翔猿     | 2    | 7    | 友風     | 1    | 1    |
| 豊ノ島   | 1    | 0    | 錦木     | 4    | 3    | 錦富士   | 1    | 3(1) | 伯桜鵬   | 0    | 1    |
| 白鵬     | 0    | 1    | 英乃海   | 0    | 3    | 平戸海   | 2    | 5    | 武将山   | 1    | 0    |
| 豊昇龍   | 0    | 3    | 北青鵬   | 1    | 3    | 北勝富士 | 0    | 5    | 御嶽海   | 0    | 3    |
| 水戸龍   | 2    | 2    | 翠富士   | 1    | 3    | 妙義龍   | 3    | 10   | 明生     | 5    | 5    |
| 矢後     | 1    | 2    | 豊山     | 5    | 5    | 嘉風     | 0    | 1    | 竜電     | 5    | 7    |
| 若隆景   | 2    | 2    | 若元春   | 1    | 2    |          |      |      |          |      |      |

## 改名歴

### 力士
- 琴柏谷 充隆（ことかしわだに みつたか）2007年3月場所 - 2011年1月場所
- 琴恵光 充憲（ことえこう みつのり）2011年5月技量審査場所 - 2024年5月場所

### 年寄
- 尾車 充隆（おぐるま みつたか）2024年5月17日 -